# Soodanella
Ne pas confonde avec Soudanella Apostolescu, 1961 (Animalia, Arthropoda).
Genre
Synonymes
Clarkina Soodan, 1975
Soodanella est un genre éteint de concombres de mer de la famille des Priscopedatidae.
Le nom de genre est un hommage à K. S. Soodan.

## Espèces
- †Soodanella plenus (= Clarkina plenus Deflandre-Rigaud, 1962 = Priscopedatus plenus) - Falaises des Vaches Noires, Jurassique, France